# Алиева, Динара Фуад кызы
Динара Фуад кызы Алиева (азерб. Dinarə Fuad qızı Əliyeva; род. 17 декабря 1980, Баку) — азербайджанская и российская оперная певица (сопрано), солистка Государственного академического Большого театра России. Народная артистка Азербайджана (2018).

## Биография
Родилась 17 декабря 1980 года в Баку. Окончила Среднюю специальную музыкальную школу имени Бюль-Бюля по классу фортепиано. В 2004 году окончила Бакинскую академию музыки, класс Народной артистки Азербайджанской ССР Хураман Касимовой.
С 2004 по 2006 год — солистка Азербайджанского театра оперы и балета им. М. Ф. Ахундова, где исполнила партии Леоноры в «Трубадуре» Дж. Верди, Виолетты в «Травиате» Дж. Верди и Мими в «Богеме» Дж. Пуччини. С 2010 г. — солистка Большого театра, где она дебютировала в 2009-м в партии Лю («Турандот» Дж. Пуччини).
Особое место в репертуаре певицы занимают сочинения Пуччини и Верди. Так, партию Виолетты Валери в опере «Травиата» Алиева исполнила на лучших площадках России и мира более 250 раз.
Выступает на сценах крупнейших оперных театров мира, таких как Венская государственная опера, Королевский театр Ковент-Гарден (Лондон), Парижская национальная опера, Латвийская национальная опера, Большой театр Лисео (Барселона), Михайловский театр, Гамбургская государственная опера, Баварская государственная опера (Мюнхен), Опера Франкфурта, театр Реджо (Парма), Королевский театр Ла Монне (Брюссель), Китайский государственный театр пекинской оперы, Новая израильская опера.
Как приглашенная солистка выступала на фестивалях «Рождественские встречи» и «Площадь искусств» Юрия Темирканова, Prague Proms, Verdi Festival Parma, Международный музыкальный фестиваль Владимира Спивакова в Кольмаре (Франция), Будапештский Летний фестиваль на острове Маргрит, Международный музыкальный фестиваль «Звезды на Байкале» и Crescendo Дениса Мацуева, Musical Olympus Festival в Карнеги-холл, «Русские сезоны» в Опере Монте-Карло, Зимний международный фестиваль искусств в Сочи и Международный музыкальный фестиваль в Ярославле Юрия Башмета. Постоянный почетный гость мероприятий, посвященных памяти Марии Каллас в Афинах.
Сотрудничала с такими дирижерами, как Юрий Темирканов, Туган Сохиев, Владимир Спиваков, Дмитрий Юровский, Владимир Федосеев, Александр Сладковский, Юрий Башмет, Пьер Джорджо Моранди, Даниэль Орен, Джакомо Сагрипанти, Дональд Ранниклс, Эммануэль Виллом, Джулиано Карелла, Джузеппе Саббатини, Массимо Дзанетти, Марчелло Рота и другими.
Сотрудничала с всемирно известными режиссерами: Уго де Ана, Роберт Уилсон и Давиде Ливерморе.
Основательница Международного музыкального фестиваля Динары Алиевой OperaArt, который проходит в Москве с 2015 года. Как художественный руководитель фестиваля, Динара ставит перед собой задачу показать российской публике редко исполняемые сочинения (например, «Ласточку» Дж. Пуччини), а также дать возможность молодым исполнителям выступить на лучших площадках Москвы с всемирно известными музыкантами. По приглашению Алиевой в разные годы в фестивале принимали участие выдающиеся певцы и дирижеры современности: Чарльз Кастроново, Стивен Костелло, Стефано Секко, Энхбатын Амартувшин, Надежда Кучер, Олеся Петрова, Елена Стихина, Василий Ладюк, Владислав Сулимский, Даниэль Орен, Пьер Джорджо Моранди, Константин Орбелян, Янис Лиепиньш, и другие.
В разное время брала уроки у Монтсеррат Кабалье и Елены Образцовой. С 2006 по 2020 год занималась с выдающимся российским педагогом по вокалу, профессором Светланой Нестеренко.

## Репертуар
Лю («Турандот» Дж. Пуччини)
Розалинда («Летучая мышь» И. Штрауса)
Мюзетта, Мими («Богема» Дж. Пуччини)
Марфа («Царская невеста» Н. Римского-Корсакова)
Микаэла («Кармен» Ж. Бизе)
Виолетта («Травиата» Дж. Верди)
Иоланта («Иоланта» П. Чайковского)
Елизавета Валуа («Дон Карлос» Дж. Верди)
Амелия («Бал-маскарад» Дж. Верди)
заглавная партия («Русалка» А. Дворжака) — первая исполнительница в Большом театре
Княжна Ольга Токмакова («Псковитянка» Н. Римского-Корсакова, концертное исполнение)
Флория Тоска («Тоска» Дж. Пуччини)
Донна Эльвира («Дон Жуан» В. А. Моцарта)
Магда («Ласточка» Дж. Пуччини)
Татьяна («Евгений Онегин» П. Чайковского)
Леонора («Трубадур» Дж. Верди)
Дездемона («Отелло» Дж. Верди)
Эльвира («Эрнани» Дж. Верди)
Баттерфляй («Мадам Баттерфляй» Дж. Пуччини)
Леонора («Сила судьбы» Дж. Верди)
Недда («Паяцы» Р. Леонкавалло)
Мария («Мазепа» П. Чайковского)
Земфира («Алеко» С. Рахманинова)

## Гастроли
Динара Алиева исполняла главные партии в постановках Михайловского театра в Санкт-Петербурге (Виолетта, «Травиата», 2008 г.) и Штутгартской оперы (Микаэла, «Кармен», 2007 г.).
В 2010 г. исполнила партию Леоноры («Трубадур», режиссер Андрейс Жагарс) в Государственном театре Клагенфурта (Австрия).
В 2011 г. пела партии Донны Эльвиры («Дон Жуан»), Виолетты («Травиата») и Татьяны («Евгений Онегин») на сцене Латвийской национальной оперы; партию Донны Эльвиры («Дон Жуан») в Венской государственной опере; дебютировала в Опере Франкфурта в партии Виолетты («Травиата»).
В 2013 г. исполнила партию Джульетты («Сказки Гофмана» Ж. Оффенбаха) в Баварской государственной опере, партию Виолетты в Немецкой опере в Берлине, затем партию Мими («Богема») в Опере Салерно в Италии.
В 2014 г. вновь вышла на сцену Венской государственной оперы, чтобы исполнить партию Татьяны; также пела партию Донны Эльвиры в Немецкой опере и Мими в Опере Франкфурта.
В 2015 г. партия Магды («Ласточка») в Немецкой опере и Леоноры («Трубадур») в Израильской опере.
В 2016 г. — Тамара («Демон» А. Рубинштейна) в театре Ла Монне в Брюсселе и Мария («Мазепа») в Опере Овьедо (Испания). В партии Леоноры выступила в новой постановке оперы «Трубадур» театра Реджо в Парме (дирижер Массимо Дзанетти). В этом же году дебютировала в главной партии в опере «Русалка» на сцене Китайского государственного театра пекинской оперы.
В 2018-19 гг. исполнила партию Виолетты («Травиата») в Гамбургской государственной опере, Мими («Богема») в Немецкой опере в Берлине, Эльвиру («Эрнани» Дж. Верди) в Латвийской национальной опере, Лю («Турандот») и Елизавету Валуа («Дон Карлос») в Венской государственной опере. Дебютировала на сцене Парижской национальной оперы в главной партии в постановке Роберта Уилсона «Мадам Баттерфляй». В том же году исполнила партию Недды («Паяцы») на сцене Большого театра Лисео в Испании, где ее партнером стал Марсело Альварес.
В сезоне 2019/2020 вышла в партии Виолетты на сцену Королевского оперного театра Ковент-Гарден в возобновленной постановке «Травиаты» Ричарда Эйра, приуроченной к 25-летию со дня премьеры.
Среди ангажементов 2021 года — Эльвира («Эрнани») в Латвийской национальной опере, Мими («Богема») в Немецкой опере Берлина, Виолетта («Травиата») и Дездемона («Отелло») в Гамбургской опере, Елизавета («Дон Карлос») в дрезденской Земпер-опере.
Участвовала в концертном исполнении оперы «Травиата» (партия Виолетты) в Большом концертном зале в Салониках (Thessaloniki Concert Hall), посвященном 30-летию со дня смерти Марии Каллас. В 2017 году выступила с сольным концертом, посвященным 40-летию со дня кончины Марии Каллас в Афинском концерт-холле «Мегарон» .
Выступала в юбилейных гала-концертах Елены Образцовой в Большом театре (2008 г.) и в Михайловском театре в Санкт-Петербурге (2009 г.). В 2018 году приняла участие в гала-концерте к юбилею Юрия Темирканова в рамках Международного фестиваля «Площадь искусств» вместе с Николаем Луганским, Денисом Мацуевым, Юрием Башметом, Вадимом Репиным и другими.
В 2016 году участвовала в благотворительном концерте «Дмитрий Хворостовский и друзья — детям» в Большом театре с Российским национальным оркестром под управлением Михаила Плетнева. Также дала сольный концерт вместе с Дмитрием Хворостовским и Чешским филармоническим оркестром под управлением Константина Орбеляна в Концертном зале им. Сметаны, Прага. В этом же году выступила в БКЗ «Октябрьский» в Санкт-Петербурге в проекте «Хворостовский и друзья» вместе с Марсело Альваресом и оркестром театра «Эрмитаж», дирижер — Константин Орбелян.
В 2017 году приняла участие в исполнении Реквиема Верди с Симфоническим оркестром Санкт-Петербургской филармонии под управлением Юрия Темирканова. Концерт, приуроченный памяти Дмитрия Хворостовского, в 2018 году вышел на CD и DVD на лейбле Delos Records. В этом же году Союз музыкальных критиков России назвал это выступление «концертом года», а в 2019 году запись выступления получила премию критиков MusicWeb International как «лучший диск года».
В 2018 году дала сольный концерт «Памяти великого артиста Дмитрия Хворостовского» в Концертном зале им. П. И. Чайковского Московской филармонии с Государственным академическим симфоническим оркестром России имени Светланова под управлением Александра Сладковского. В том же году состоялся сольный концерт «Romances» с Пражским симфоническим оркестром под руководством Эммануэля Вийома в пражском Рудольфинуме.
В марте 2019 года приняла участие в концертном исполнении оперы «Псковитянка» Н. Римского-Корсакова, исполнив партию Ольги Токмаковой (гастроли Большого театра в Тулузе и Париже, Франция; дирижер Туган Сохиев).

## Награды и премии
- 2005 — III премия Международного конкурса имени Бюль-Бюля (Баку)
- 2007 — II премия Международного конкурса оперных певцов имени Марии Каллас (Греция).
- 2007 — II премия Международного конкурса молодых оперных певцов Елены Образцовой (Санкт-Петербург)
- 2007 — Специальный диплом «За триумфальный дебют» фестиваля «Рождественские встречи в Северной Пальмире»
- 2010 — II премия Международного конкурса имени Франсиско Виньяса (Барселона)
- 2010 — III премия Международного конкурса Пласидо Доминго «Опералия» (Милан)
- 2010 — Заслуженная артистка Азербайджана (17 сентября 2010 года) — за заслуги в развитии азербайджанской культуры[1].
- 2017 — Благодарность Министра культуры Российской Федерации «За большой вклад в развитие культуры»
- 2018 — Народная артистка Азербайджана (27 мая 2018 года) — за заслуги в развитии азербайджанской культуры[2].
- 2022 — Премия «Звёзды Содружества».
- Почётная медаль Фонда Ирины Архиповой
- Диплом Союза концертных деятелей России
- 2023 — Премия «Звёзды Содружества».

## Дискография
- 2013 — «Русские песни и арии» (Naxos, CD)
- 2014 — «Pace mio Dio…» (Delos Records, CD)
- 2015 — «Динара Алиева в Москве» (Delos Records, DVD
- 2015 — Alieva & Antonenko (Delos Records, CD)
- 2016 — «Ласточка» Дж. Пуччини (Магда; Немецкая опера в Берлине; Delos Records, DVD)
- 2018 — «Реквием» Дж. Верди (дирижер Юрий Темирканов, Delos Records, CD, DVD)
- 2023 — «Сила судьбы» Дж. Верди (совместно с Андреа Бочелли, Риккардо Занеллато, хор и оркестр театра Карло Феличи, CD, Classical 2023)